# 台湾映画

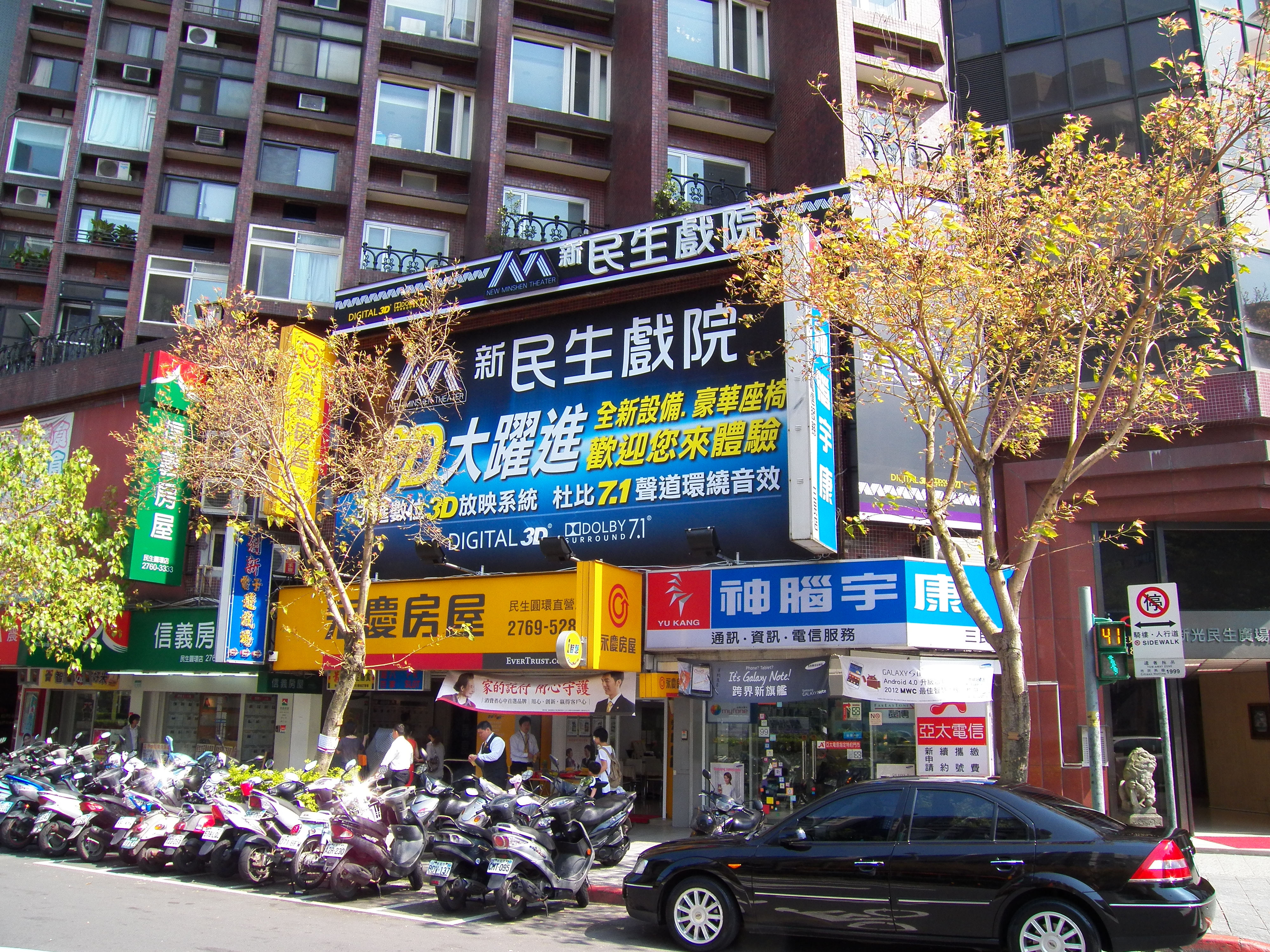
民生劇院

台湾映画（たいわんえいが）は、主に台湾の資本と人材によって製作された映画のこと。
中国語の映画は、それぞれ独自に発展した中国映画、香港映画、台湾映画に分類することができる。台湾映画は、香港映画の流れや中華人民共和国政府による検閲とは一線を画し、独特で急速に変化する台湾の歴史の中で発展した。台湾映画の傾向として、アート映画やミニシアターが多くある。

## 歴史
1900年、高松豊次郎により映画が台湾に紹介されて以来、日本統治時代には数多くの映画が台湾で制作された。1937年に日中戦争が勃発すると、映画産業は活動を妨げられ、1945年まで実質的に作品を供給することができなかった。
国共内戦の終結に伴い中国国民党を支持する中国大陸の映画製作者が台湾へと渡ってきたことで、1949年以降台湾映画は再び発展し始める。この時期に製作された映画は政府によって公認された「国語」（北京官話）によるものだった。政府は、国語を推進することで国家の統一を図ろうとし、方言は制限されたため、台湾語などによる映画は減少し、私財を投じて台湾語による製作をつづけた林摶秋監督の作品などわずかな例に限られるようになった。
1960年代は、台湾は近代化の入り口にいた。政府は、経済・産業・教育の発展に重点を置き、1963年には中央電影公司（CMPC, Central Motion Picture Corporation）がメロドラマ“健康写実主義（Health Realism）”を売り出した。この映画ジャンルは、社会経済構造が急速に変化する中で重要だと考えられていた、伝統的な道徳観を養うものとしてとらえられていた。
1966年には主演を千葉真一、監督を深作欣二で、國光影業股份有限公司が日本との合作『カミカゼ野郎 真昼の決斗』を製作した。同作は中華民国政府の全面協力でロケーション撮影され、白蘭を筆頭に台湾の俳優も数多く出演している。この時期には、伝統的なカンフー映画も恋愛メロドラマと同程度の人気を博していた。瓊瑤はこの時期の映画の基となった恋愛小説の著者として特に有名である。
1975、76年には東映と手を組んで日台合作映画シリーズ『閃電騎士』が公開された。内容はそれぞれ、日本の『仮面ライダー対ショッカー』、『仮面ライダー対じごく大使』、『仮面ライダーV3対デストロン怪人』、『五人ライダー対キングダーク』の台湾リメイク映画である。
この時代の台湾映画は中華民国による検閲、プロパガンダと密接に関係している。

### 1982年以降
1980年代初期、台湾におけるホームビデオの普及は、映画（フィルム）鑑賞という行動を一般化させた。しかし、台湾の映画産業界は高い娯楽性を有することで知られていた香港映画などの流入という深刻な問題に直面していた。香港映画に対抗するため、CMPCは若い監督の育成に乗り出す。楊徳昌（エドワード・ヤン）、陶徳辰、柯一正、張毅の4人の若く優秀な監督による1982年の映画『光陰的故事』は、台湾映画の若返り、ニューウェーブの始まりとして知られている。
それまでの十数年来のメロドラマやカンフー映画とは対照的に、ニューウェーブ映画は台湾人を写実的で現実的、共感的な描写を特徴とする。これらの映画は、台湾の都市部あるいは地方に住む人の真実の物語を描き出そうとし、しばしばイタリアの新写実主義運動の映画と比較される。ニューウェーブ映画におけるリアリズムの追求は、革新的なストーリー構成によってさらに強化された。例として、従来のクライマックスまでストーリーを構築する手法の放棄が挙げられる。物語はむしろ実生活に基づいたペースで展開されるようになるのである。
実生活を率直に描写するため、ニューウェーブ映画ではこの時代に台湾社会が直面していた重要な課題を克明に調査している。例えば、侯孝賢（ホウ・シャオシェン）は『悲情城市』で、日本統治時代後、中国大陸から移住してきた外省人と本省人の緊張を描いている。また、楊徳昌（エドワード・ヤン）は『台北ストーリー』（青梅竹馬、1985年）、『エドワード・ヤンの恋愛時代』（1994年）で1980年代と1990年代の都市部の若者たちが感じている伝統的な価値観と現代的な実利主義との葛藤を表している。このことによって、この時代の映画は、近現代の台湾の社会経済・政治構造を表した年代記として捉えることができる。

### 1990年代以降
1990年代に入ると、ニューウェーブ映画は引き続き台湾を描写しながらも、俗に第2次ニューウェーブと呼ばれるものへと変化していく。
例えば、1994年のヴェネツィア国際映画祭で金獅子賞を獲得した蔡明亮（ツァイ・ミンリャン）の『愛情萬歳』では、台北の高級アパートに住んでいるヤングアダルトたちの孤独と絶望、恋愛模様が描かれている。
また、頼聲川（スタン・ライ）の『暗戀桃花源』（暗戀桃花源,The Peach Blossom Land, 1992年）は、異なる脚本で同じ舞台に立つ2組の俳優のリハーサル中の悲喜劇を描写している。この作品も東京やベルリンの映画祭で高い評価を得た。
李安（アン・リー）は、おそらく第2次ニューウェーブでももっともよく知られた映画監督であろう。彼の初期の作品である『推手』（Pushing Hands, 1991年）、『ウェディング・バンケット』（喜宴、1993年）、『恋人たちの食卓』（飲食男女、1994年）では、現代の家族の世代的、文化的衝突にフォーカスしている。その後の作品である『グリーン・デスティニー』（臥虎藏龍、2000年）では武侠ジャンルを復活させることに成功している。

### 2000年以降
長い間低迷を続けていた台湾映画界も2010年ごろから好調に転じた。そのきっかけとなったのが2008年の魏徳聖（ウェイ・ダーション）監督作品『海角七号 君想う、国境の南』で、監督も俳優も無名だったにもかかわらず、台湾映画業界史上、ハリウッド映画の『タイタニック』に次ぐ、歴代2位の興行成績を収めた。その後、同監督の『セデック・バレ』、葉天倫（イェ・ティエンルン）監督の『鶏排英雄』、九把刀（ギデンズ・コー）監督の『あの頃、君を追いかけた』とヒット作が続き、国内だけでなく、中国をはじめ、海外でも好成績を上げている。
近年では、馮凱（フォン・カイ）監督の『陣頭』（2012年）、陳玉勲（チェン・ユーシュン）監督の『祝宴!シェフ』（2013年）、邱瓈寬監督の『大尾鱸鰻』（2013年）、馬志翔（マー・ジーシアン）監督の『KANO 1931海の向こうの甲子園』（2014年）、葉天倫監督の『ピース! 時空を越える想い』（2014年）が3億円以上の興行収入をあげるヒット作となった。
なお、2000年代にヒットした『海角七号 君想う、国境の南』『セデック・バレ』『KANO 1931海の向こうの甲子園』『ピース! 時空を越える想い』はいずれも日本統治時代を舞台としているが、同時代を描いたかつての映画（1975年『梅花』、1987年『稻草人』、1989年『悲情城市』、1994年『多桑/父さん』など）に比べ、台湾アイデンティティ（中華民国としてより台湾としての共同体への帰属意識）を強く持つ層に支持されている。同じ理由で、台湾語や方言を使った映画も増えている。